# Daskalio

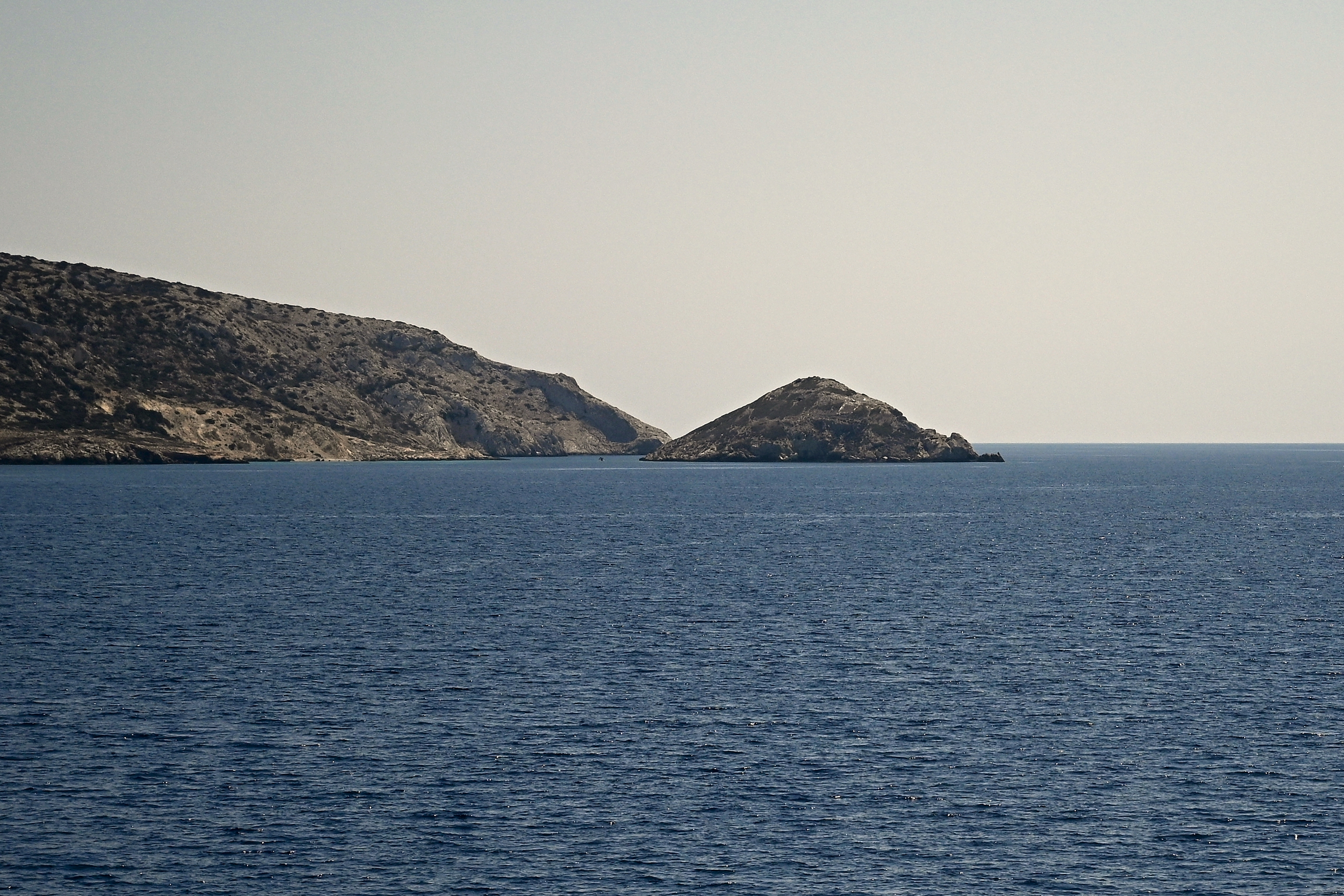
Keros und Daskalion (2021)

Daskalio (griechisch Δασκαλειό oder Δασκαλιό [ðaskaˈljɔ]  (n. sg.)) ist eine heute unbewohnte kleine griechische Insel vor Keros im Gemeindebezirk Koufonisia der Gemeinde Naxos und Kleine Kykladen und gehört zur Inselgruppe der Kleinen Kykladen. In der frühen Bronzezeit im 3. Jahrtausend v. Chr. befand sich auf der Insel eines der wichtigsten Zentren der Kykladenkultur.

## Geographie
Das spärlich bewachsene Inselchen liegt nur 80 m westlich von Keros. Sie besteht aus einem nach allen Seiten steil abfallenden Kegel.

## Geschichte
Um 2800 bis 2300 v. Chr. befand sich auf Daskalio und der Nachbarinsel Keros eines der wichtigsten Zentren der frühen Periode der Keros-Syros-Kultur vom Anfang der bronzezeitlichen Kykladenkultur, Kavos Daskaleio. Eine geoarchäologische Studie kam zu dem Schluss, dass das Küstenniveau dieses Gebietes in der frühen Bronzezeit zwischen 2,5 und 5 m unter dem heutigen lag, was vermuten lässt, dass Daskalio zu diesem Zeitpunkt mit Keros verbunden war. Während der Kastri-Phase um 2500 bis 2200 v. Chr. fand ein Umzug der Bewohner von Kavos auf die Insel Daskalio aufgrund der für die Verteidigung günstigeren Lage statt. Der vollständige Herstellungsprozess von Obsidianklingen, die Marmorbearbeitung sowie die Kupferschmelze wurden in Kavos Daskaleio nachgewiesen. In dem Ort lebten schätzungsweise etwa 100 bis 200 Menschen. Es wird als gesichert angesehen, dass Kavos Daskaleio einem der auf Seehandel spezialisierten Dörfer angehörte, da hier mehr Menschen lebten, als die Insel Keros versorgen konnte.
Mitte des 19. Jahrhunderts wird erwähnt, dass sich auf Daskalio mittelalterliche Ruinen befinden.
Im Zusammenhang mit den Ausgrabungen auf Keros 1963 schwamm der Archäologe Christos Doumas nach Daskalio, um die Inseln für einen Tag zu erkunden. Er entdeckte auf der Spitze der Insel das Fundament einer mittelalterlichen Kapelle, die vermutlich aus dem 13. Jahrhundert stammt und bis ins 18. Jahrhundert genutzt wurde, sowie einige Hausfundamente und eine Befestigungsmauer. Außer der Kapelle konnte er wenige mittelalterliche Spuren feststellen, fand aber zahlreiche frühbronzezeitliche Töpferei aus dem 3. Jahrtausend v. Chr. vom Keros-Syros-Typ.
Im Herbst 1963 fand durch Doumas und den damaligen Doktoranden Colin Renfrew eine Begehung statt, bei der bereits Oberflächenfunde gemacht wurden, im Sommer 1967 wurde anlässlich der Rettungsgrabungen durch Photeini Zapheiropoulou im Kavos-Feld von Keros auch eine allerdings oberflächliche Untersuchung der Inselspitze unternommen.

## Cambridge Keros Project
Aus dem Preisgeld des Balzan-Preises 2004 und mit der Unterstützung der University of Cambridge und verschiedener Institute, Stiftungen und Vereine konnte Colin Renfrew, der schon 1963 an der ersten Ausgrabung in Kavos als Student beteiligt gewesen war und 1987/88 die bis dato umfangreichste Ausgrabung des Kavos-Feldes geleitet hatte, in den Jahren 2006 bis 2008 eine große Ausgrabung von Daskalio und dem Fundort Kavos an der gegenüberliegenden Küste von Keros organisieren.
Die Siedlung beginnt mit der Keros-Syros-Kultur, die vorhergehende Grotta-Pelos-Kultur lässt sich nicht finden. Die Untersuchungen konnten nachweisen, dass die Objekte unterschiedlicher Herkunft sind. Die Befunde bestätigten die Ausdehnung der Siedlung mit einer Fläche von 0,7 Hektar, so dass es sich um die größte bekannte Siedlung der frühen Bronzezeit auf den Kykladen handelt. Der zentrale Bau auf der Spitze der Insel stellt mit den Abmessungen 16 × 4 m ebenfalls das größte Gebäude jener Zeit dar. Die Baumaterialien sind Marmor und Schiefer, die sich für glattes, gerades Mauerwerk eignen. Beide Gesteine kommen auf Daskalio und Keros nicht vor, sie wurden wahrscheinlich von den Inseln Naxos oder Schinoussa importiert. In die keramischen Scherben der Keros-Syros-Zeit mischen sich in einem höheren Fundhorizont kleine Mengen von Keramik der Kastri-Kultur. Ihr Anteil übersteigt jedoch nie 1 %, dabei handelt es sich wohl nicht um lokale Ware, sondern um Importe. Eine dritte Phase entspricht Funden vom Ende der Frühkykladischen Zeit in Phylakopi auf Melos. Auch hierbei handelt es sich wohl um Importware, das Material deutet auf die Insel Santorin. Gefunden wurden Scherben von großen Aufbewahrungsbehältern (knapp 50 % aller Scherben), kleineren Gefäßen für Flüssigkeiten, Pyxiden, Vasen, Schalen, Pfannen und Becken.
Dieser Befund mit drei kontinuierlichen Phasen von der Keros-Syros-Kultur bis zum Ende der Frühkykladischen Zeit widerspricht dem bisherigen Wissen über die Kykladenkulturen. In anderen Siedlungen wurde eine Unterbrechung der Siedlungskontinuität nach der Kastri-Kultur festgestellt. Erst nach rund 200 Jahren ohne Funde begann die Siedlungsaktivität wieder, mit dem Aufstieg von Phylakopi.
Renfrew veröffentlichte zwei Vorabberichte über das Grabungsprojekt in den Jahren 2007 und 2009 im Annual of the British School at Athens.